# Ґуайра
Ґуайра (ісп. Guairá) — департамент Парагваю, розташований у центрі країни. Охоплює територію площею 3,846 км², населення — 190,035 осіб (2002). Адміністративний центр — місто Вільяррика.
| Парагвай | Це незавершена стаття з географії Парагваю. Ви можете допомогти проєкту, виправивши або дописавши її. |